# Ann-Arbor-Klassifikation
Die Ann-Arbor-Klassifikation wird in der Medizin verwendet, um maligne Lymphome, also bösartige Erkrankungen des Lymphsystems zu klassifizieren. Dies dient dazu, den Ausbreitungsgrad zu bestimmen, und legt letztendlich auch das weitere Vorgehen in der Behandlung fest. Erfasst werden Stadium, Allgemeinsymptome und extralymphatischer Befall. Der Befall einzelner Organe wird üblicherweise nicht registriert. Obwohl sie ursprünglich für Hodgkin-Lymphome entwickelt wurde, wird sie heute auch für Non-Hodgkin-Lymphome verwendet.
Die Klassifikation gibt hingegen keinen Aufschluss über den Grad des Tumors, also inwieweit er sich von normalem Gewebe unterscheidet.

## Stadien
Unterschieden wird zwischen vier Hauptstadien, die mit den römischen Zahlen I bis IV gekennzeichnet werden. Sie geben Aufschluss über die Ausbreitung des Tumors.
| Stadium | Befallsmuster der Lymphknoten |
| ------- | --- |
| I       | Befall von nur einer Lymphknotenregion                                                                                                  |
| II1     | Befall von zwei benachbarten Lymphknotenregionen auf nur einer Seite des Zwerchfells, also entweder oberhalb oder unterhalb             |
| II2     | Befall von zwei nicht benachbarten oder mehr als zwei benachbarten Lymphknotenregionen entweder oberhalb oder unterhalb des Zwerchfells |
| III     | Befall von Lymphknotenregionen oberhalb und unterhalb des Zwerchfells                                                                   |
| IV      | diffuser oder disseminierter Befall von Lymphknoten und extralymphatischen Geweben                                                      |

Des Weiteren können dem Stadium Buchstaben angehängt werden, die die Diagnose noch genauer wiedergeben:
- E für den Befall von extranodalen Organe oder Ausbreitung vom Lymphknoten in umliegendes Gewebe.
- S wenn die Milz (gr. σπλήν, splēn) befallen ist (üblicherweise nur in Stadium III).
- X sog. Bulk oder bulky disease wird verwendet, wenn der maximale Durchmesser des Tumor beim Erwachsenen 10 cm überschreitet, oder das Mediastinum in einer Röntgenaufnahme des Thorax ein Drittel des maximalen horizontalen Thoraxdurchmessers einnimmt.
- A oder B, wobei A für allgemeinsymptomfrei steht, während B auf das Vorliegen von Allgemeinsymptomen hinweist (Fieber >38 °C, Nachtschweiß, Gewichtsverlust [ungewollt, > 10 % des Körpergewichts in 6 Monaten]). Diese Trias wird auch als B-Symptomatik bezeichnet.

## Geschichte
Die Ann-Arbor-Klassifikation ist benannt nach Ann Arbor, Michigan, USA, der Stadt, in der sie von einem Komitee aus internationalen Experten 1971 entwickelt wurde. Sie ersetzte die 1965 entwickelte Rye-Klassifikation. 1988 erfolgte nach einem Treffen in Cotswold, England die Cotswold Modifikation.